# Boca do Monte
Boca do Monte est un quartier de la ville brésilienne de Santa Maria, Rio Grande do Sul. Le quartier est situé dans district de Boca do Monte.

## Villas
Le quartier possède les villas suivantes : Boca do Monte, Cabeceira do Raimundo, Caixa d'Água, Canabarro, Cezarpina, Colônia Pedro Stok, Corredor dos Pivetas, Durasnal, Estação Experimental de Silvicultura, Estância Velha, Filipinho, Lajeadinho, Parada Link, Passo da Ferreira, Picada dos Bastos, Quebra Dente, Quilombo das Vassouras, Rincão do Barroso, Rincão dos Flores, Santo Antônio, Vila Boca do Monte, Vila Esmeralda.